# Anna Patynek
Anna Patynek (ur. 18 listopada 1969 w Milanówku) – polska perkusistka. Współpracowała z Budką Suflera w latach 2003-2013. Wzięła udział w nagraniu albumu Zawsze czegoś brak.

## Kariera
Zadebiutowała w 1986 w Orkiestrze "Na Zdrowie" jako chórzystka grająca na kongach i djembe. Od 1999 koncertuje w kraju i za granicą z wieloma artystami, takimi jak: Maryla Rodowicz, Voo Voo, K.A.S.A., Justyna Steczkowska, Trebunie Tutki, Marek Biliński, Krzysztof Ścierański, Brygada Kryzys, Calle Sol. W roku 2000 koncertowała ze Zbigniewem Hołdysem.
W latach 2003–2013 była perkusistką Budki Suflera. W 2007 gościnnie z zespołem Hey nagrała płytę „Hej Unplugged”. Koncertuje z Sama Yoon, Ritmodelią, The Relievers i Jackiem Kleyffem, kwartetem Kuby Sienkiewicza, Tarkowski Orkiestra.

## Życie prywatne
Mieszka w Warszawie. 